# Fairytale
«Fairytale» (en español: «Cuento de hadas») es una canción interpretada por el cantante noruego de origen bielorruso Alexander Rybak, que también fue compuesta y escrita por él. La canción representó a Noruega en el Festival de la Canción de Eurovisión 2009 en Moscú (Rusia) y se convirtió en la ganadora del certamen. Además, fue número uno en varios países y ocupó la novena posición en el Reino Unido.

## Eurovisión 2009
La canción fue elegida en el festival noruego Melodi Grand Prix el 21 de febrero, ganando con una arrolladora victoria en la historia del certamen. Compitió contra otros dieciocho participantes en la 2.ª semifinal de Eurovisión el 14 de mayo de 2009, desde donde pasó a la final que se celebró el 16 de mayo y ganó con 387 puntos, un nuevo récord del Festival de la Canción de Eurovisión. Fue la tercera victoria para Noruega.

### Récord
En Eurovisión, Rybak obtuvo la calificación más alta de toda la historia del festival con 387 puntos (de un máximo de 492) y también rompió el récord de puntos de 12, obteniendo 16 calificaciones de 12 (de un máximo de 42 países). El récord previo era de la cantante griega Helena Paparizou y del inglés Katrina & The Waves con 10 calificaciones de 12 en 2005 y 1997 respectivamente.

## Videoclip
El vídeo muestra a Alexander Rybak interpretando la canción con un fondo cambiante en blanco y negro y con dos miembros de la compañía de baile Frikar.

## Posicionamiento en listas
| Lista (2009)                           | Mejor posición |
| -------------------------------------- | -------------- |
| Alemania (Offizielle Deutsche Charts)  | 4              |
| Australia (ARIA)                       | 1              |
| Austria (Ö3 Austria Top 40)            | 1              |
| Bélgica (Flandes) (Ultratop 50)        | 1              |
| Bélgica (Valonia) (Ultratop 50)        | 4              |
| Dinamarca (Tracklisten)                | 1              |
| España (Top 100 Canciones)             | 5              |
| Eslovaquia (IFPI)                      | 3              |
| Europa (European Hot 100 Singles)      | 3              |
| Finlandia (OFC)                        | 1              |
| Francia (French Digital Singles Chart) | 1              |
| Islandia (Tónlist)                     | 1              |
| Irlanda (IRMA)                         | 2              |
| Países Bajos (Mega Single Top 100)     | 2              |
| Noruega (VG-lista)                     | 1              |
| Reino Unido (UK Singles Chart)         | 10             |
| República Checa (IFPI)                 | 1              |
| Suecia (Sverigetopplistan)             | 1              |
| Suiza (Schweizer Hitparade)            | 3              |
| Ucrania (Ukrainian Airplay Chart)      | 1              |